# Liu Chialiang
Liu Chialiang (Canton, 1 d'agost de 1936 - Hong Kong, 25 de juny de 2013), també conegut com a Lau Kar-leung (en xinès tradicional: 劉家良; en xinès simplificat: 刘家良 | cantonès: Lau Galeung; pinyin: Liú Jiāliáng) va ser un actor, coreògraf d'arts marcials i director cinematogràfic xinès.

## Biografia
Liu va pertànyer a una estirp de mestres d'arts marcials. El seu pare i mestre, Liu Zhan, havia estat alumne de Lam Sai-wing (Lin Shirong), que al seu torn havia estat alumne de Wong Fei-hung (Huang Feihong). El petit Liu va aprendre arts marcials des dels 7 anys, i durant la seva adolescència va entrar al cinema com a extra i especialista d'escenes d'acció. En la dècada dels 50 va començar a aparèixer en petits papers en algunes pel·lícules de la sèrie cinematogràfica de Wong Fei-hung interpretat per Kwan Tak-hing. En aquesta època va travar amistat amb el també artista marcial Tang Chia, amb el qual una dècada després formaria un tàndem per coreografiar escenes d'acció.
El 1966 el ja prestigiós duo és contractat per la companyia Shaw Brothers, que els posa al servei del seu director més taquiller en el gènere, Chang Cheh. Chang i Liu van iniciar una relació professional que durarà 10 anys, generant grans èxits de taquilla i llançarà a la fama a grans actors de la companyia com Jimmy Wang Yu o Alexander Fu Sheng. El 1975 Liu va decidir dirigir les seves pròpies pel·lícules i crear un nou estil dins del gènere, amb major èmfasi en l'humor, del que sorgiran pel·lícules com Botxins de Shaolin o la trilogia de Les 36 càmeres de Shaolín. Al mateix temps va formar el seu propi equip de coreògrafs, al que va incorporar els seus germans Liu Chia-yung i Gordon Liu. Liu Chia-liang va ser guardonat amb el Hong Kong Film Award a la Millor Coreografia per La llegenda del mico borratxo (1994) de Jackie Chan i amb el Golden Horse Award per aquesta i Set espases (2005) de Tsui Hark.
Va morir de leucèmia el 25 de juny de 2013 a Hong Kong, als 76 anys.